# Бубенки
Бубенки (рос. Бубенки) — присілок в Княгининському районі Нижньогородської області Російської Федерації.
Населення становить 283 особи. Входить до складу муніципального утворення Соловйовська сільрада.

## Історія
Від 2009 року входить до складу муніципального утворення Соловйовська сільрада.

## Населення
| 2002 | 2010 |
| ---- | ---- |
| 322  | ↘283 |